# سفت‌کنه کایزر
ایکسودس کایسری (نام علمی: Ixodes kaiseri) نام یک گونه از راسته کنه است.